# Charles Norrie
Pour les articles homonymes, voir Norrie.
Charles Willoughby Moke Norrie (26 septembre 1893 – 25 mai 1977), 1er baron Norrie, fut un général britannique de la Seconde Guerre mondiale et homme d'État. Après la guerre, il fut une figure politique australienne et néo-zélandaise. Il a servi en tant que gouverneur d'Australie-Méridionale de 1944 à 1952. En 1957, le baron Charles Norrie eut un poste en Nouvelle-Zélande à Wellington puis à Upton dans le comté de Gloucester.
Pendant la guerre, il fut commandant de la 1re brigade blindée, puis inspecteur du corps blindée royal, officier commandant la 1re division blindée puis enfin commandant du XXXe Corps. Il commanda ce corps durant l'Opération Crusader avec un certain succès. Plus tard, il fut critiqué pour trop rapproché les attaques de blindées des charges de cavalerie. Il fut ainsi renvoyé en Grande-Bretagne à la suite de la deuxième bataille d'El Alamain. Il y fut nommé commandant du Royal Armoured Corps.

## Source
- The Second The Biographical Dictionary of British Generals of World War, Nick Smart

- Notices d'autorité :   - VIAF
  - ISNI